# Nyeanella mabillei
Nyeanella mabillei är en fjärilsart som beskrevs av Pierre E.L. Viette 1965. Nyeanella mabillei ingår i släktet Nyeanella och familjen nattflyn. Inga underarter finns listade i Catalogue of Life.